# Osredci (Brus)
Osredci (Servisch cyrillisch Осредци) is een plaats in de Servische gemeente Brus. De plaats telt 474 inwoners (2002).